# Bonifacio (arcivescovo di Magonza)
Bonifacio, latinizzato come Bonifatius, nome di nascita Wynfrith (o anche Wynfreth o Winfrid o Winfried) (Crediton, 672, 673 o 680 – Dokkum, 5 giugno 754), è stato un vescovo e monaco cristiano anglosassone dell'ordine benedettino, missionario in Assia e Turingia: è ritenuto l'apostolo della Germania, dove ha vissuto da adulto e dove ha compiuto la sua missione evangelica fino alla sua morte.

## Biografia
Nacque nel 672, 673 o 680 a Crediton nel Regno del Wessex.
Missionario in Frisia dal 716, ricevette da Carlo Martello l'incarico di evangelizzare i territori dell'Assia e della Turingia, incontrando difficoltà anche per le apparizioni instabili dei missionari irlandesi e scozzesi. 
Prese per la seconda volta la via di Roma e fu nominato vescovo e legato pontificio da papa Gregorio II nel 722. Papa Gregorio III lo nominò nel 732 arcivescovo senza sede fissa e lo autorizzò a consacrare vescovi per le nuove diocesi.
Nel 723 il missionario arrivò nei pressi del villaggio di Geismar, il principale luogo di culto della divinità germanica Thunraz da parte dei Catti e della maggior parte delle altre tribù germaniche. Per la sua attività di conversione, utilizzò come base l'insediamento fortificato franco di Büraburg sul lato opposto del fiume Eder. Fu lui ad abbattere l'albero sacro ai pagani nel tentativo di dimostrare la superiorità del cristianesimo e il popolo, quando vide che Thunraz non reagiva, accettò di farsi battezzare.
Bonifacio si recò per la terza volta a Roma nel 737-738 e si fece nominare da papa Gregorio III nunzio apostolico per la Baviera, l'Alemannia, l'Assia e la Turingia, con l'incarico speciale di dare a quei paesi un'organizzazione ecclesiastica più strutturata. A Roma ottenne anche nuovi collaboratori per questa sua opera: monaci provenienti dal monastero di Montecassino.
In seguito si insediò a Magonza, nel 745, e si adoperò per la riorganizzazione della Chiesa nei territori franchi sotto i regni di Carlomanno e Pipino il Breve (738-747). La vita religiosa di queste terre era decaduta fortemente, il clero inferiore era incolto e sfrenato, l'alto clero ingolfato in attività materiali e mondane e quasi privo di collegamento con la Sede romana. Carlo Martello, respingendo l'attacco degli Arabi in Francia, si rese benemerito alla causa cattolica ma per i diritti della Chiesa e per la sua disciplina ebbe pochi riguardi: nominò vescovi ed abati non badando alla loro canonica idoneità, ma solo a mire politiche e, senza alcun ritegno, dispose dei beni ecclesiastici per scopi profani. Sotto la direzione di Bonifacio si tennero alcuni sinodi che emanarono salutari provvedimenti, promulgati poi come leggi della Chiesa e dello Stato insieme (capitularia).
In particolare vi si esortò il clero a condurre una vita conforme ai canoni (proibizione di portare armi, della caccia, del vestito laicale e del concubinato), i membri del clero furono assoggettati alla vigilanza del vescovo, si prescrisse per i monaci la regola di San Benedetto, si proibirono usanze pagane e superstiziose e la diffusione di dottrine eretiche, si insisté per l'elezione canonica dei vescovi (esclusione dei laici). I regnanti del paese non solo accettarono le idee riformatrici del missionario, ma anche la sua diretta unione con Roma. Nel 747 durante un sinodo, i vescovi presenti, sotto la guida di Bonifacio, indirizzarono un solenne voto di fedeltà al papa.
Il suo epistolario contiene preziose informazioni sulle popolazioni della Germania del tempo, definite (Ep. 76) «feroci e ignoranti» che, pur convertite al cristianesimo, continuano a praticare superstizioni pagane, e sul clero, i cui diaconi, ignoranti di dottrina, (Ep. 50) «si portano a letto, la notte, quattro o cinque concubine».
Dovette risolvere problemi di natura dogmatica, come stabilire (Ep. 32) se fosse valido - e tale lo considerava andando però contro la normativa della Chiesa - il matrimonio fra una vedova e il suo padrino di battesimo o il battesimo (Ep. 68) impartito da un prete ignorante di latino con l'errata formula Baptizo te in nomine patria et filia et spiritus santi. Bonifacio sconfessò tale battesimo ma, ripreso da Virgilio, vescovo di Salisburgo, la sua iniziativa fu censurata da papa Zaccaria.

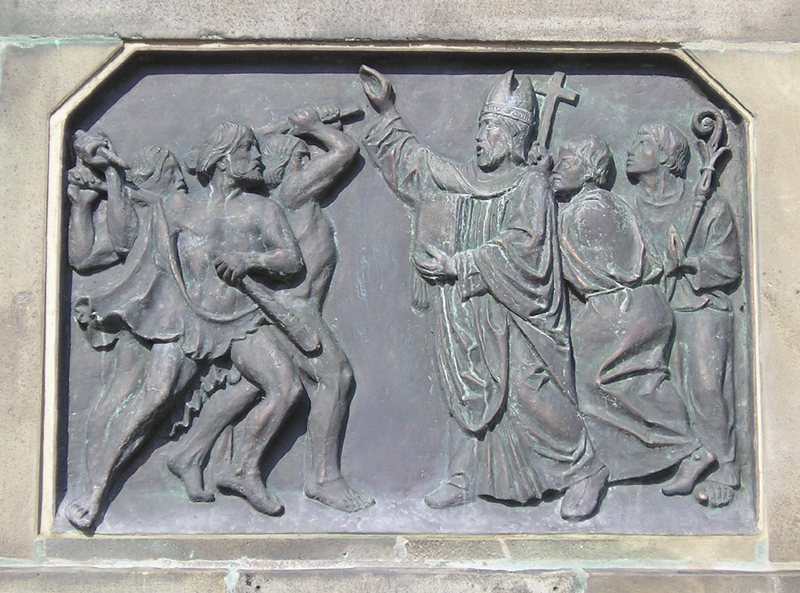
La morte di san Bonifacio, altorilievo di Werner Henschel, 1830, Fulda.

Gli ultimi anni della sua vita operosa furono pieni di amare delusioni: era il missionario anglosassone straniero. Bonifacio allora si ritirò e scelse come sede metropolitana Magonza. Qui, nell'abbazia che gli era più cara, Fulda, continuò la sua missione pastorale e spirituale. Quando papa Stefano II, nell'anno 753 o 754, si presentò alla corte dei Franchi chiedendo la protezione del re nei confronti dei Longobardi, Bonifacio stava per intraprendere il suo ultimo viaggio missionario in Frisia. E in quella regione trovò la morte: il 5 giugno 754 fu ucciso assieme a 52 compagni a Dokkum.

## L'evangelizzazione dei Germani
È difficile stabilire quale sia il culto esatto al quale le popolazioni germaniche venivano convertite: è piuttosto arduo infatti supporre un'aderenza strettamente ortodossa al cristianesimo per popolazioni dalle radicate tradizioni pagane a tratti inconciliabili con il cristianesimo, quali la guerra come esperienza sacra, la magia, ecc. Si pensa perciò che le conversioni si basassero su un'aderenza superficiale a cerimonie e sacramenti, restando sommerse le credenze pagane, tra l'altro benevolmente tollerate dalla Chiesa e combattute semmai con lo strumento della confessione: ci restano infatti numerosi manuali per confessori dell'epoca chiamati poenitentialia, dove sono frequenti le annotazioni riguardo al substrato culturale e "folkloristico" delle popolazioni germaniche.

## La questione degli antipodi
Bonifacio si scontrò ancora con Virgilio di Salisburgo nel 748, segnalando a Papa Zaccaria che Virgilio avrebbe sostenuto l'esistenza (Ep. 80) di «un altro mondo, altri uomini sotto la terra, ovvero un altro sole e un'altra luna». Virgilio, conosciuto alla corte di Pipino il Breve e stimato per la sua dottrina di geometra, ed elevato alla dignità vescovile da Otilo duca dei Bavari, fu assolto nel processo tenuto a Roma quello stesso anno.
La questione all'origine della controversa, per quanto non chiara dalle testimonianze rimasteci, dovette consistere in realtà nella questione degli antipodi. Macrobio, nel commento al Somnium Scipionis di Cicerone (II, 5), sostiene la divisione in tre parti climatiche degli emisferi della Terra: nell'emisfero boreale esistono una zona artica o frigida, compresa nel circolo polare; una zona temperata, l'unica abitata, che si estende dal circolo polare al tropico; e una caldissima zona equatoriale o perusta, estesa dal tropico all'equatore; analogamente vanno le cose nell'emisfero australe e pertanto vi deve esistere una zona temperata abitata.
Questa teoria fu confermata da Marziano Capella nel suo De nuptiis Mercurii et Philologiae, (VI, 605), ma negata da sant'Agostino nel De civitate Dei (XVI, 9), il quale sostiene che è impossibile passare da un emisfero all'altro e gli antipodi non esistono perché Cristo non si sarebbe sacrificato anche per le popolazioni che lo abitassero, il che sarebbe assurdo perché contrario alle Scritture. È probabile che questo sia stato l'argomento portato, invano, da Bonifacio contro Virgilio.

## Culto
Le reliquie di san Bonifacio riposano nell'abbazia di Fulda e tutt'oggi sono considerate tra le più importanti per la nazione tedesca.
È venerato come santo e martire da numerose Chiese cristiane: per la sua opera di evangelizzazione è detto l'"apostolo della Germania". È venerato dalla Chiesa cattolica il 5 giugno.
Il 4 maggio 1919 papa Benedetto XV scrisse l'enciclica In Hac Tanta in cui commemorò l'evangelizzazione della Germania e celebrò la memoria di san Bonifacio.
In Italia, nell'arcidiocesi di Gaeta, il 24 gennaio 2014 è stata riconosciuta la Fraternità di San Bonifacio, che si propone di sottolineare il carattere missionario della vita monastica e contemplativa.

## Genealogia episcopale e successione apostolica
La genealogia episcopale è:
- Papa Gregorio II
- Arcivescovo Bonifacio di Magonza

La successione apostolica è:
- Vescovo Villibaldo di Eichstätt (741)
- Vescovo Burcardo di Würzburg (742)
- Arcivescovo Lullo di Magonza (752)